# Freda James
Pour les articles homonymes, voir James.
Winifred Alice « Freda » James épouse Hammersley née le 11 janvier 1911 à Nottingham, Angleterre et décédée le 27 décembre 1988 est une joueuse de tennis britannique des années 1930. 
Elle s'est imposée à trois reprises en double dames dans les tournois du Grand Chelem : en 1933 à l'US Women's National Championship (avec Betty Nuthall), et deux fois de suite à Wimbledon en 1935 et 1936 (associée à Kay Stammers).
De 1931 à 1939, elle a joué au sein de l'équipe britannique de Wightman Cup.

## Palmarès (partiel)

### Finale en simple dames
| No | Date       | Nom et lieu du tournoi                     | Catégorie | Surface      | Vainqueure   | Score         |          |
| -- | ---------- | ------------------------------------------ | --------- | ------------ | ------------ | ------------- | -------- |
| 1  | 29/09/1934 | 45th Pacific Coast Championships, Berkeley |           | Terre (ext.) | Kay Stammers | 4-6, 6-3, 6-4 | Parcours |

### Titres en double dames
| No | Date       | Nom et lieu du tournoi                 | Catégorie | Surface      | Partenaire        | Finalistes                     | Score         |          |
| -- | ---------- | -------------------------------------- | --------- | ------------ | ----------------- | ------------------------------ | ------------- | -------- |
| 1  | 14/08/1933 | US National Championships Forest Hills | G. Chelem | Gazon (ext.) | Betty Nuthall     | Helen Wills Elizabeth Ryan     | Forfait       | Parcours |
| 2  | 24/06/1935 | The Championships Wimbledon            | G. Chelem | Gazon (ext.) | Kay Stammers      | Simonne Mathieu Hilde Sperling | 6-1, 6-4      | Parcours |
| 3  | 28/09/1935 | Pacific Coast Championships Berkeley   |           | Terre (ext.) | Kay Stammers      | Evelyn Dearman Nancy Lyle      | 8-6, 6-2      | Parcours |
| 4  | 22/06/1936 | The Championships Wimbledon            | G. Chelem | Gazon (ext.) | Kay Stammers      | Sarah Fabyan Helen Jacobs      | 6-2, 6-1      | Parcours |
| 5  | 03/10/1937 | Pacific Coast Championships Berkeley   |           | Terre (ext.) | Kay Stammers      | Helen Jacobs Dorothy Workman   | 6-1, 6-4      | Parcours |
| 6  | 30/09/1939 | Pacific Coast Championships Berkeley   |           | Terre (ext.) | Patsy McCoy Brown | Pauline Betz Jane Stanton      | 4-6, 6-0, 6-2 | Parcours |

### Finales en double dames
| No | Date       | Nom et lieu du tournoi                 | Catégorie | Surface      | Vainqueures                    | Partenaire   | Score          |          |
| -- | ---------- | -------------------------------------- | --------- | ------------ | ------------------------------ | ------------ | -------------- | -------- |
| 1  | 26/06/1933 | The Championships Wimbledon            | G. Chelem | Gazon (ext.) | Simonne Mathieu Elizabeth Ryan | Billie Yorke | 6-2, 9-11, 6-4 | Parcours |
| 2  | 07/09/1939 | US National Championships Forest Hills | G. Chelem | Gazon (ext.) | Sarah Fabyan Alice Marble      | Kay Stammers | 7-5, 8-6       | Parcours |

### Titre en double mixte
| No | Date       | Nom et lieu du tournoi               | Catégorie | Surface      | Partenaire   | Finalistes                   | Score |          |
| -- | ---------- | ------------------------------------ | --------- | ------------ | ------------ | ---------------------------- | ----- | -------- |
| 1  | 28/09/1935 | Pacific Coast Championships Berkeley |           | Terre (ext.) | Donald Budge | Carolin Babcock Wilmer Hines | NC    | Parcours |

## Parcours en Grand Chelem (partiel)
Si l’expression « Grand Chelem » désigne classiquement les quatre tournois les plus importants de l’histoire du tennis, elle n'est utilisée pour la première fois qu'en 1933, et n'acquiert la plénitude de son sens que peu à peu à partir des années 1950.

### En simple dames
| Année | Championnat d'Australie | Championnat d'Australie | Internationaux de France | Internationaux de France | Wimbledon       | Wimbledon        | US National | US National |
| ----- | ----------------------- | ----------------------- | ------------------------ | ------------------------ | --------------- | ---------------- | ----------- | ----------- |
| 1930  | -                       | -                       | -                        | -                        | 4e tour (1/8)   | Cilly Aussem     | -           | -           |
| 1931  | -                       | -                       | -                        | -                        | 2e tour (1/32)  | Naomi Trentham   | -           | -           |
| 1932  | -                       | -                       | -                        | -                        | 4e tour (1/8)   | Hilde Sperling   | -           | -           |
| 1933  | -                       | -                       | 1er tour (1/32)          | C. Rosambert             | 3e tour (1/16)  | Hilde Sperling   | -           | -           |
| 1934  | -                       | -                       | -                        | -                        | 4e tour (1/8)   | Cilly Aussem     | -           | -           |
| 1935  | -                       | -                       | -                        | -                        | 1er tour (1/64) | Doris Metaxa     | -           | -           |
| 1936  | -                       | -                       | -                        | -                        | 4e tour (1/8)   | Kay Stammers     | -           | -           |
| 1937  | -                       | -                       | -                        | -                        | 2e tour (1/32)  | Lilí Álvarez     | -           | -           |
| 1938  | -                       | -                       | -                        | -                        | 3e tour (1/16)  | Helen Jacobs     | -           | -           |
| 1939  | -                       | -                       | -                        | -                        | 2e tour (1/32)  | Sarah Fabyan     | -           | -           |
| 1946  | -                       | -                       | -                        | -                        | 1er tour (1/64) | L. M. Godefroy   | -           | -           |
| 1949  | -                       | -                       | -                        | -                        | 4e tour (1/8)   | Winifred Lincoln | -           | -           |
| 1950  | -                       | -                       | -                        | -                        | 3e tour (1/16)  | Nancy Chaffee    | -           | -           |
| 1951  | -                       | -                       | -                        | -                        | 2e tour (1/32)  | Pam Bocquet      | -           | -           |

À droite du résultat, l’ultime adversaire.

### En double dames
| Année | Championnat d'Australie | Championnat d'Australie | Internationaux de France   | Internationaux de France   | Wimbledon                    | Wimbledon                  | US National            | US National               |
| ----- | ----------------------- | ----------------------- | -------------------------- | -------------------------- | ---------------------------- | -------------------------- | ---------------------- | ------------------------- |
| 1930  | -                       | -                       | -                          | -                          | 1er tour (1/32) E. Connell   | Edith Cross Sarah Palfrey  | -                      | -                         |
| 1931  | -                       | -                       | -                          | -                          | 3e tour (1/8) Mary Heeley    | Doris Metaxa Josane Sigart | -                      | -                         |
| 1932  | -                       | -                       | 1/4 de finale Kitty McKane | Lilí Álvarez Josane Sigart | 1er tour (1/32) Mary Heeley  | Doris Metaxa Josane Sigart | -                      | -                         |
| 1933  | -                       | -                       | 1/4 de finale Mary Heeley  | S. Mathieu E. Ryan         | Finale Billie Yorke          | S. Mathieu E. Ryan         | Victoire Betty Nuthall | Helen Wills E. Ryan       |
| 1934  | -                       | -                       | -                          | -                          | 3e tour (1/8) Betty Nuthall  | Kitty McKane M. Scriven    | -                      | -                         |
| 1935  | -                       | -                       | -                          | -                          | Victoire Kay Stammers        | S. Mathieu H. Sperling     | -                      | -                         |
| 1936  | -                       | -                       | -                          | -                          | Victoire Kay Stammers        | Sarah Fabyan Helen Jacobs  | -                      | -                         |
| 1937  | -                       | -                       | -                          | -                          | 1/4 de finale Kay Stammers   | Phyllis King Elsie Pittman | -                      | -                         |
| 1938  | -                       | -                       | -                          | -                          | 1/4 de finale Kay Stammers   | Bobbie Heine M. Morphew    | -                      | -                         |
| 1939  | -                       | -                       | -                          | -                          | 1/2 finale Kay Stammers      | Sarah Fabyan Alice Marble  | Finale Kay Stammers    | Sarah Fabyan Alice Marble |
| 1946  | -                       | -                       | -                          | -                          | 1er tour (1/32) Betty Hilton | Betty Nuthall M. Scriven   | -                      | -                         |
| 1949  | -                       | -                       | -                          | -                          | 3e tour (1/8) G. Woodgate    | Patsy Rodgers Jean Walker  | -                      | -                         |
| 1950  | -                       | -                       | -                          | -                          | 1er tour (1/32) Nancy Lyle   | M. Buck Nancy Chaffee      | -                      | -                         |
| 1951  | -                       | -                       | -                          | -                          | 2e tour (1/16) Nancy Lyle    | S. Partridge Anne Shilcock | -                      | -                         |
| 1952  | -                       | -                       | -                          | -                          | 1er tour (1/32) Nancy Lyle   | Thelma Coyne P. Canning    | -                      | -                         |
| 1953  | -                       | -                       | -                          | -                          | 2e tour (1/16) Phyllis King  | V. Rigollet M. de Riba     | -                      | -                         |
| 1954  | -                       | -                       | -                          | -                          | 1er tour (1/32) Nell Hall    | B. Venter Pat Ward         | -                      | -                         |

Sous le résultat, la partenaire ; à droite, l’ultime équipe adverse.